# Санта Коломба II (Беневенто)
Санта Коломба II је насеље у Италији у округу Беневенто, региону Кампанија.
Према процени из 2011. у насељу је живело 567 становника. Насеље се налази на надморској висини од 139 м.